# Urechidae
Urechidae zijn een familie van borstelwormen (Polychaeta) uit de orde van de Echiuroidea.

## Geslachten
De volgende geslachten zijn bij de familie ingedeeld:
- Urechis Seitz, 1907

### Synoniemen
- Spiroctetor Skorikov, 1909 => Urechis Seitz, 1907